# 生明俊雄
生明 俊雄（あざみ としお、1940年 - ）は、日本のポピュラー音楽研究者、文化社会学者。

## 経歴
千葉県出身。
早稲田大学政治経済学部を卒業して、日本ビクターに入社し、音楽産業部門（後のビクターエンタテインメント）で、洋楽部長、映像制作部長、青山スタジオ長、メディアネットワーク本部長、などを歴任した。
退職後、東京大学大学院人文社会系研究科修士課程・博士課程で社会情報学を学ぶ。非常勤講師として複数の大学で教鞭を執った後、広島経済大学経済学部メディアビジネス学科教授となり、2011年まで在職した。広島経済大学では、ゼミでレコード・レーベルを立ち上げる体験学習なども指導した。
2016年には、「20世紀日本レコード産業史 : 米英メジャー企業の日本市場への戦略的進攻を中心に」により、東京藝術大学から博士（学術）を取得した。

## おもな著書

### 単著
- ポピュラー音楽は誰が作るのか：音楽産業の政治学、勁草書房、2004年
- 二〇世紀日本レコード産業史：グローバル企業の進攻と市場の発展、勁草書房、2016年
- タンゴと日本人、集英社（集英社新書）、2018年
- 日本の流行歌:栄枯盛衰の100年、そしてこれから、ミネルヴァ書房、2020年
- シャンソンと日本人、集英社（集英社新書）、2023年

### 共著
- （岸本裕一との共著）J-popマーケティング : IT時代の音楽産業、中央経済社、2001年